# 969. grenadirski polk (Wehrmacht)
969. (hrvaški) grenadirski polk (izvirno nemško 969. Grenadier-Regiment (kroatisch); kratica 969. GR) je bil pehotni polk Heera v času druge svetovne vojne.

## Zgodovina
Polk je bil ustanovljen v zimi 1942/43 za potrebe 369. pehotne divizije.